# Rolf Dietrich Schwartz
Rolf Dietrich „Blacky“ Schwartz (* 5. Juni 1940 in Braunschweig; † 16. Januar 2019) war ein deutscher Journalist und Autor.

## Leben
Schwartz studierte Volkswirtschaft und Soziologie in Hamburg und Berlin  und machte sich besonders in der Wirtschaftspolitik einen Namen und war in der Bonner Republik unter Kennern eine Stimme mit Gewicht. Er schrieb unter anderem für die Frankfurter Rundschau FR. Am 4. September 2001 bekam er von Bundespräsident Johannes Rau den Verdienstorden der Bundesrepublik Deutschland überreicht. Er war Kritiker des Neoliberalismus und der Globalisierung und sah die Gefahr, dass sich die Bundesrepublik vom Sozialstaat zum Standortstaat entwickelte.

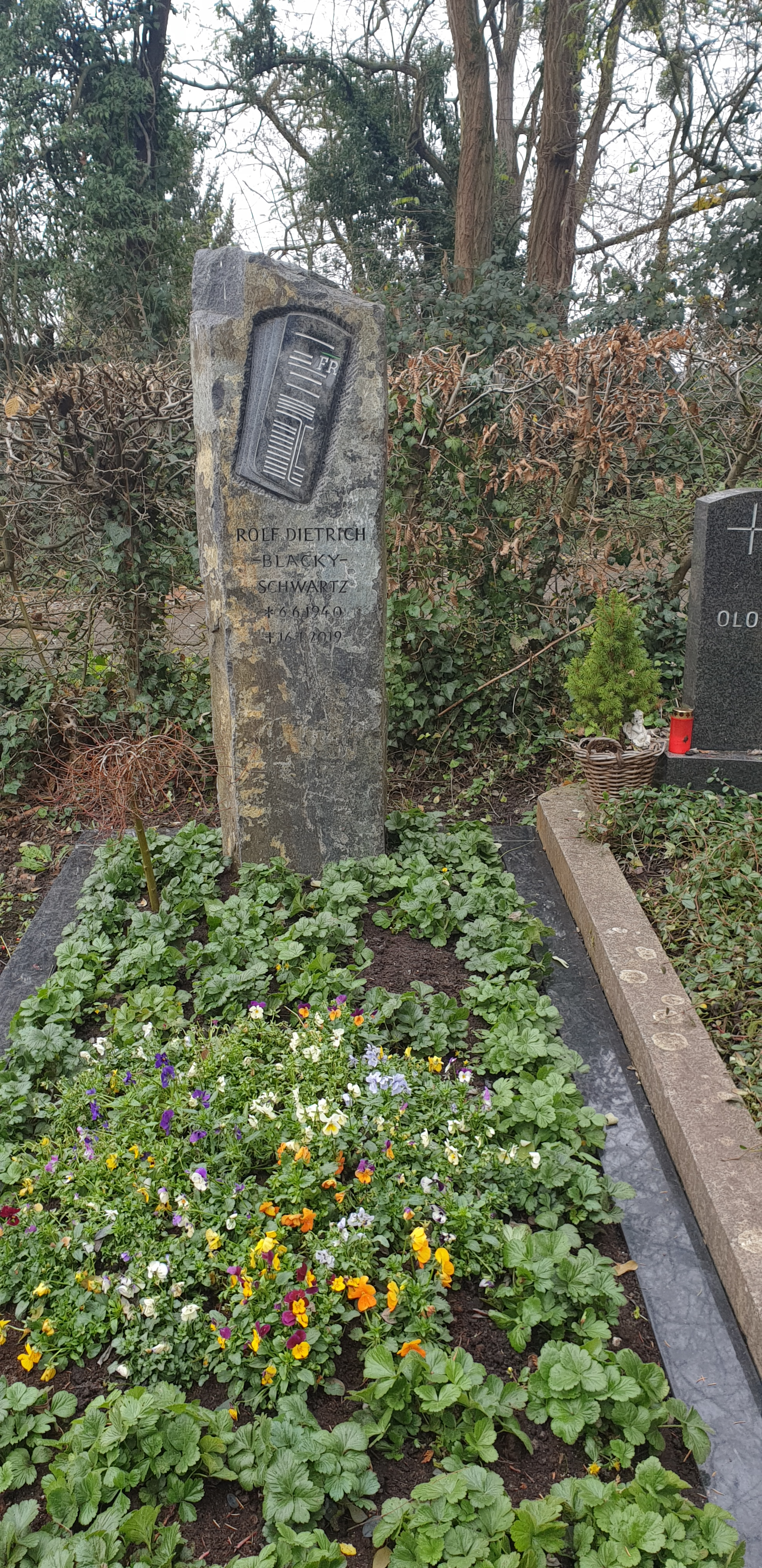
Grab von Blacky Schwartz auf dem Poppelsdorfer Friedhof zu Bonn

Rolf Dietrich Schwartz war von 1972 bis 1999 als Korrespondent der Frankfurter Rundschau mit dem Schwerpunkt Wirtschafts- und Gesellschaftspolitik in Bonn tätig. Er begleitete zehn Jahre lang die sozialliberale Koalition und dann die Regierung Kohl. Er zog nicht mit um nach Berlin, als die Bonner FR-Redaktion und die Bundesregierung Bonn verließen. 1999 hatte er einen Schlaganfall und starb am 16. Januar 2019.

## Veröffentlichungen
- Kapitalismus ohne Netz – was hält die Gesellschaft noch zusammen?. Aufbau-Verlag, Berlin 1996, ISBN 978-3-7466-8504-5.
- Klaus Murmann im Gespräch mit Rainer Hank und Rolf Dietrich Schwartz: Kontrakt für die Zukunft : was mich bewegt, Brandenburgisches Verlag-Haus, Berlin 1997, ISBN 978-3-89488-114-6.